# 仁心路
仁心路（Renxin Rd.）為高雄市仁武區的東西向道路，西起於鳳仁路口銜接仁雄路，東止於仁林路口，是往來仁武區及大樹區的重要道路。本道路預計2022年下旬進行道路拓寬工程，2023年12月底完工。

## 行經行政區域
- 仁武區

## 沿線設施
（由西至東）
- 高雄市仁武區農會灣內分部
- 7-ELEVEN仁心門市
- 美廉社仁武仁心店
- 全家便利商店仁武仁龍店

## 相關連結
- 高雄市主要道路列表